# Примабалерина
Примабалерина (првакиња балета) је најистакнутија солисткиња у балетској трупи, интерпретаторка која игра улоге првог фаха. Термин подразумева уметницу која игра бар делом класични репертоар. Једна балетска трупа може имати (и већина компанија и има) више солисткиња са овим, највишим у балету, звањем. 
У француском језику звање примабалерине се означава термином étoile, у енглеском језику термином Principal dancer, а руском реч балерина, идентична српској, означава примабалерину.
У трупама које се баве искључиво модерним балетом није уобичајено додељивање овог звања.
Изнад звања примабалерине постоји и звање примабалерина асолута, које је до данас понело само неколико уметница, тренутно само Светлана Захарова носи ово звање.